# Heath Bell
Heath Justin Bell (* 29. September 1977 in Oceanside, Kalifornien) ist ein ehemaliger US-amerikanischer Baseballspieler, der insgesamt elf Jahre als Closer in der Major League Baseball (MLB) aktiv war.

## Vor der Profikarriere
Der rechtshändige Pitcher Bell besuchte die Tustin High School in Tustin, Kalifornien, auf der er American Football, Basketball und Baseball spielte. Bell besuchte das Santiago Canyon College und wurde 1997 als neuer „All-American“ einberufen.

## Profikarriere
Bell wurde 1997 in der 69. Runde des Drafts von den Tampa Bay Devil Rays ausgewählt, jedoch begann seine eigentliche professionelle Karriere 1998, als er als ein Free Agent einen Vertrag bei den New York Mets unterzeichnete. Sein Major-League-Debüt konnte er am 24. August 2004 feiern, als er gegen die San Diego Padres zwei Innings mit zwei Strikeouts warf und keinen Earned Run zuließ.
Bell wirft ungefähr einen Strikeout per Inning, jedoch ließ er in seiner zweiten Profi-Saison im Durchschnitt 10.8 Hits per Inning zu und hat einen vergleichsweise hohen ERA von 5.59.
Am 24. März 2015 gab Bell seinen Rückzug vom aktiven Sport bekannt.
Bell ist verheiratet, hat 3 Kinder und wohnt in Port St. Lucie (Florida). Er ist der Cousin sowohl von Sänger und Schauspieler Drake Bell, als auch von Basketballspieler Erik Meek.